# Патнам (округ, Огайо)
Патнам (англ. Putnam County) — округ, располагается в штате Огайо, США. Официально образован 3 января 1834 года. По состоянию на 2010 год, численность населения составляла 34 499 человек.

## География
По данным Бюро переписи США, общая площадь округа равняется 1254,338 км², из которых 1249,728 км² суша и 4,610 км², или 0,370 %, водоёмы.

## Население
По данным переписи населения 2000 года в округе проживает 34 726 жителей в составе 12 200 домашних хозяйств и 9308 семей. Плотность населения составляет 28,00 чел./км². На территории округа насчитывается 12 753 жилых строений, при плотности застройки около 10 строений на км². 
Расовый состав населения: белые — 96,26 %, афроамериканцы — 0,17 %, коренные американцы (индейцы) — 0,15 %, азиаты — 0,18 %, гавайцы — 0,01 %, представители других рас — 2,51 %, представители двух или более рас — 0,73 %. Испаноязычные составляли 4,38 % населения независимо от расы.
В составе 39,20 % из общего числа домашних хозяйств проживают дети в возрасте до 18 лет, 64,90 % домашних хозяйств представляют собой супружеские пары проживающие вместе, 7,40 % домашних хозяйств представляют собой одиноких женщин без супруга, 23,70 % домашних хозяйств не имеют отношения к семьям, 21,30 % домашних хозяйств состоят из одного человека, 10,50 % домашних хозяйств состоят из престарелых (65 лет и старше), проживающих в одиночестве. Средний размер домашнего хозяйства составляет 2,81 человек, и средний размер семьи 3,29 человек.
Возрастной состав округа: 29,70 % моложе 18 лет, 8,30 % от 18 до 24, 28,10 % от 25 до 44, 20,60 % от 45 до 64 и 20,60 % от 65 и старше. Средний возраст жителя округа 35 лет. На каждые 100 женщин приходится 98,50 мужчин. На каждые 100 женщин старше 18 лет приходится 97,00 мужчин.
Средний доход на домохозяйство в округе составлял 46 426 долларов, на семью — 52 859 долларов. Среднестатистический заработок мужчины был 36 548 долларов против 23 963 долларов для женщины. Доход на душу населения составлял 18 680 долларов. Около 4,00 % семей и 5,60 % общего населения находились ниже черты бедности, в том числе — 6,40 % молодёжи (тех, кому ещё не исполнилось 18 лет) и 9,80 % тех, кому было уже больше 65 лет.